# Store (Gardine)

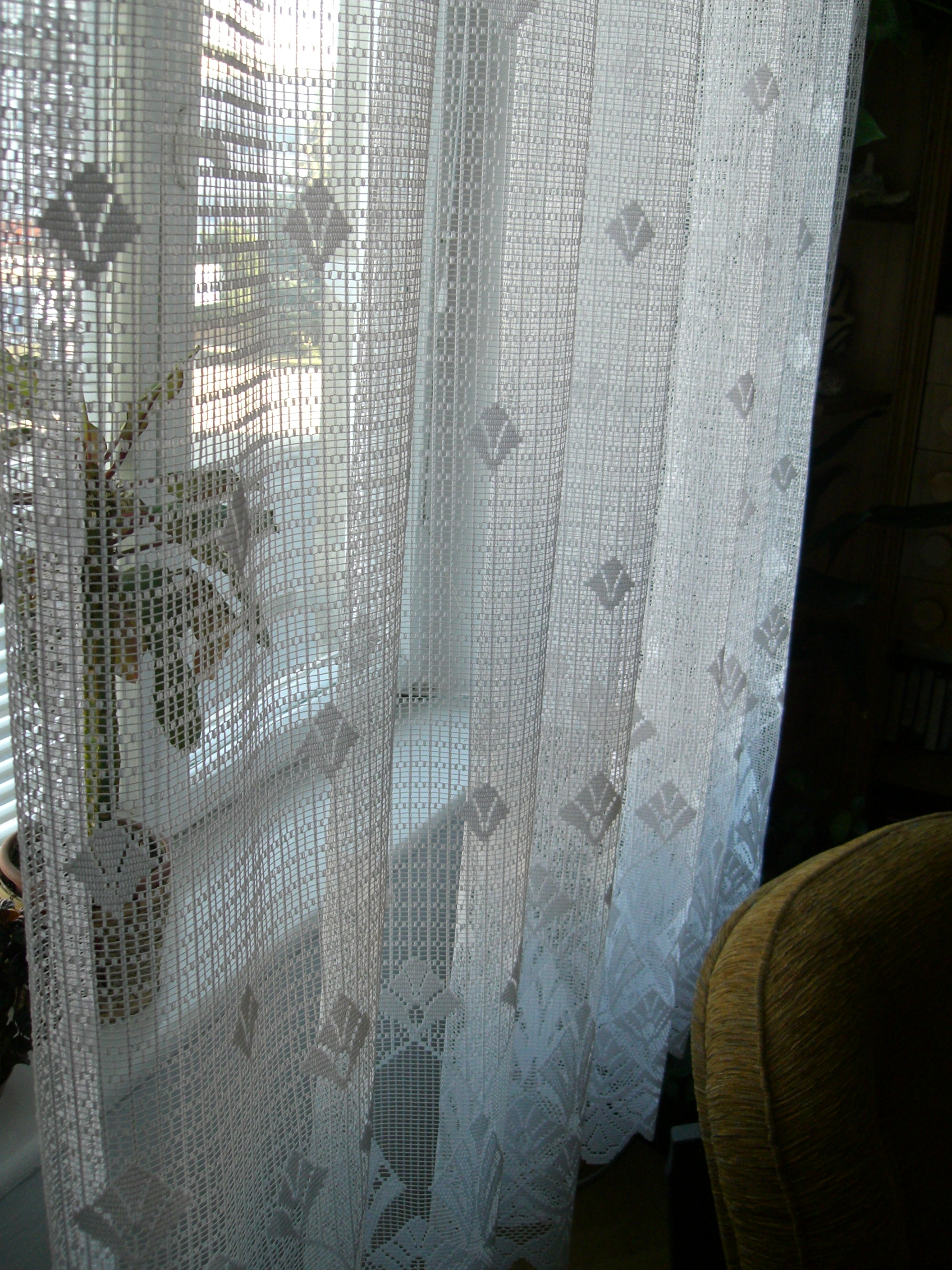
Zugezogene Stores

Als Store ([ʃtoːɐ̯] oder auch [stoːɐ̯]; aus dem Französischen, von Lateinisch storea/storia „Binsenmatte, Decke“) oder Stores (Pluralform) bezeichnet man in Deutschland und Österreich eine halbtransparente, meist netzartige und weiße Gardine. In der Schweiz ist eine Store [ʃtoːrə] oder ein Storen [ʃtoːrən] (Plural Storen) hingegen ein Rollladen oder eine aufrollbare oder faltbare Markise.

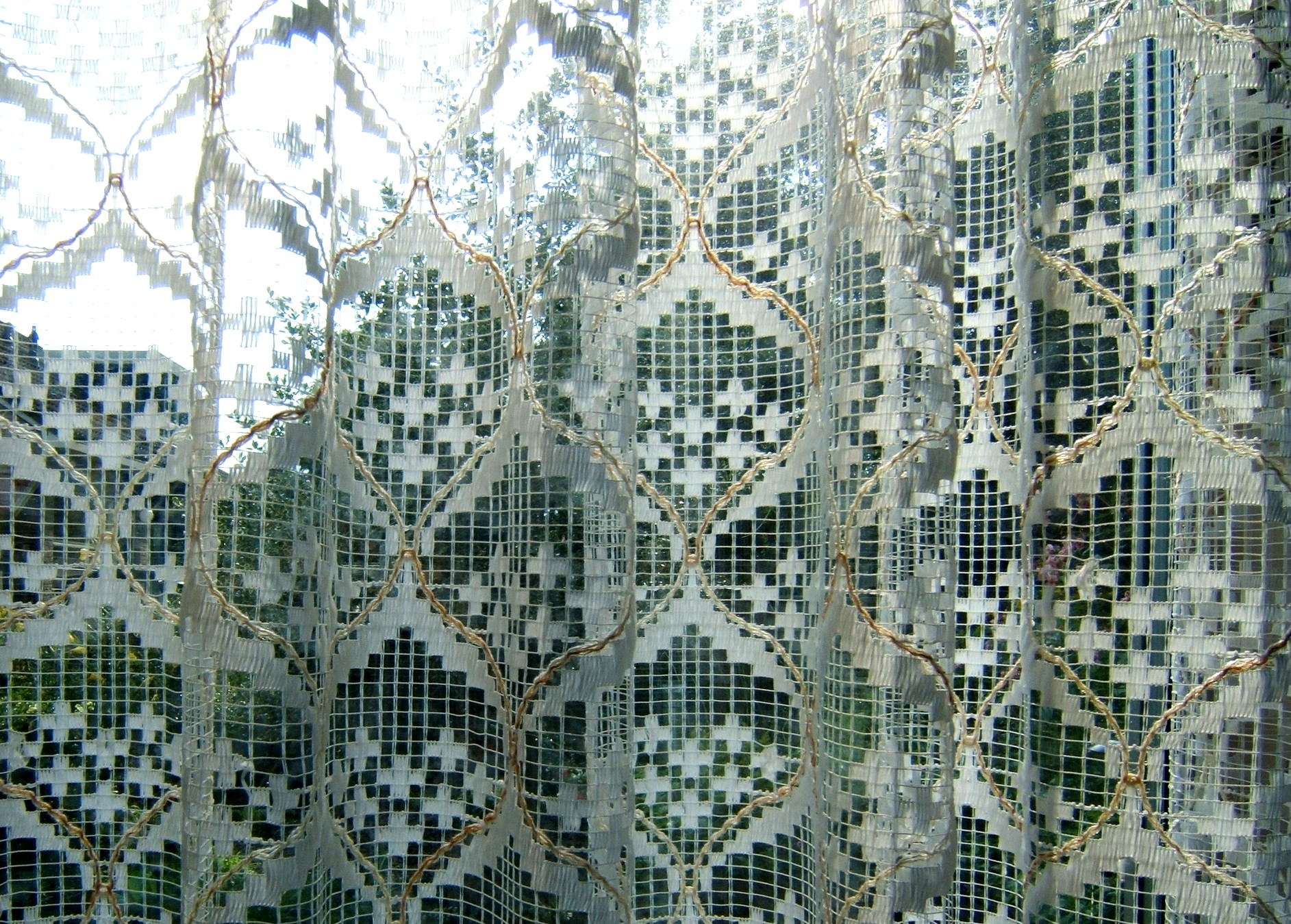
Nahaufnahme eines Stores

Der Store kann in der Regel auf- und zugezogen werden. Es wird unterschieden zwischen bodenlangen Langstores und Halbstores, die in verschiedenen Längen bis zur Fensterbank reichen können. Die Falten können durch das Kräuseln eines aufgenähten Schienen- oder Faltenbands oder durch das Einnähen von flämischen Falten erzeugt werden. Bei der Aufhängung an Schlaufen oder Ösen ergeben sich die Falten von selbst.
Neben dem dekorativen Effekt sollen Stores die Privatsphäre erhalten, indem sie im zugezogenen Zustand das Tageslicht nahezu ungehindert in den Raum lassen, aber dennoch eine Sichtbarriere für Blicke von außen darstellen. In den meisten Fällen werden Stores in Kombination mit Dekoschals eingesetzt. Da Stores häufig aus sehr breiter Ware hergestellt werden und Verbindungsnähte unschön wirken würden, werden diese oftmals aus verstürzter Ware hergestellt.
Stores mit einem unten angekettelten Bleiband werden als Bleibandstores bezeichnet. Die Alternative ist der Saumstore, der mit einem Bodensaum abgeschlossen wird. In den Bodensaum wird in Deutschland meist ein Bleiband eingelegt und teilweise seitlich zusätzliche Bleistäbchen eingearbeitet, damit die Falten besser fallen und der Bodensaum waagerecht fällt. Der Saumstore ist die arbeits- und materialintensivere Variante und wird weithin als hochwertiger angesehen.
Teilweise werden die Falten mit Stecknadeln oder Faltensteckern fixiert, um ein sorgfältig ausgearbeitetes Faltenbild zu gewährleisten.
Typische Stoffe sind Voile, Batist, Ausbrenner, Marquisette, Tüll, Spitze und Organza.
Es existieren verschiedene Formen, die nach Länge, Anordnung und Verarbeitung unterschieden werden:
- Langstore: reicht über die Fensterbank hinaus, meist bis zum Boden
- Halbstore: alle nicht-bodenlangen Stores, die in verschiedenen Längen bis zur Fensterbank reichen können, darunter zum Beispiel:
  - Bogenstore: die untere Kante weist eine Rundung auf
  - Kuvertstore: ähnlich einem geschlossenen Briefkuvert sind die Gardinen hier diagonal angeordnet und überschneiden sich
- Kurzstore: in der Regel deutlich breiter als hoch, dienen vor allem der Dekoration
- Raffstore und Wolkenstore: während bei einem Raffstore nur der untere Teil angerafft ist, wird der Stoff für einen Wolkenstore durchgehend gerafft[3]
- Spitzen- oder Stickereistore bezieht sich nur auf den verarbeiteten Stoff und kann bei allen Formen vorkommen.

Anders als bei herkömmlichen Stores aus Stoffen besteht der Fadenstore aus einzelnen, herabhängenden Fäden. Auch dieser Store bietet einen gewissen Sichtschutz, ohne den Raum zu verdunkeln.